# Dogneville
Dogneville é uma comuna francesa na região administrativa do Grande Leste, no departamento de Vosges. Estende-se por uma área de 11.42 km². Em 2010 a comuna tinha 1 512 habitantes (densidade: 132,4 hab./km²).